# Murray Oliver
Murray Clifford Oliver (né le 14 novembre 1937 à Hamilton dans la province d'Ontario au Canada - mort le 23 novembre 2014 à Edina dans l'État du Minnesota aux États-Unis) est un joueur professionnel canadien de hockey sur glace devenu entraîneur. Il évoluait au poste de centre.

## Biographie
Il a joué au niveau junior dans l'Association de hockey de l'Ontario avec les Tiger Cubs de Hamilton. À sa dernière saison, en 1957-1958, il réalise 90 points, dont 34 buts, en 52 parties et se voit remettre le trophée Red-Tilson, remis au meilleur joueur de la ligue (MVP). 
Après avoir joué un match dans la Ligue nationale de hockey avec les Red Wings en 1957-1958  Il joue sa première saison professionnelle complète en 1958-1959 avec les Flyers d'Edmonton, équipe évoluant dans la Western Hockey Legue et affiliée aux Red Wings de Détroit.
Il joue une centaine de parties avec les Red Wings avant d'être échangé en janvier 1961 aux Bruins de Boston avec Gary Aldcorn et Tom McCarthy contre Vic Stasiuk et Leo Labine. Avec les ailiers Johnny Bucyk et Tom Williams, ils forment la « BOW line » et réalise trois saisons consécutives de 20 buts. Sa meilleure saison offensive est celle de 1963-1964 où il réalise 68 points, dont 24 buts.
En mai 1967, il est échangé aux Maple Leafs de Toronto contre Eddie Shack. Il demeure avec les Maple Leafs pour trois saisons avant d'être échangé en mai 1970 aux North Stars du Minnesota contre Terry O'Malley, Brian Conacher et un montant d'argent. Il joue cinq saisons avec les North Stars puis se retire comme joueur après la saison 1974-1975.
En 1978, il devient entraîneur adjoint des North Stars. Durant la saison 1982-1983, il devient l'entraîneur-chef des North Stars pour les 36 derniers matchs de la saison en remplacement de Glen Sonmor, qui a été suspendu. En 1988, il rejoint les Canucks de Vancouver en tant que directeur du recrutement professionnel et occupe ce poste jusqu'en 1998, lorsqu'il est engagé par la nouvelle équipe des Thrashers d'Atlanta pour être recruteur, poste qu'il n'occupe que durant leur saison inaugurale.
Il meurt le 23 novembre 2014 à l'âge de 77 ans d'une crise cardiaque.

## Statistiques
| Saison     | Équipe                   | Ligue      |       | Saison régulière | Saison régulière | Saison régulière | Saison régulière | Saison régulière |   | Séries éliminatoires | Séries éliminatoires | Séries éliminatoires | Séries éliminatoires | Séries éliminatoires |
| Saison     | Équipe                   | Ligue      | PJ    | B                | A                | Pts              | Pun              | PJ               | B | A                    | Pts                  | Pun                  |                      |                      |
| 1953-1954  | Tiger Cubs de Hamilton   | AHO        | 2     | 0                | 2                | 2                | 0                | 5                | 1 | 0                    | 1                    | 0                    |                      |                      |
| 1954-1955  | Tiger Cubs de Hamilton   | AHO        | 39    | 5                | 13               | 18               | 19               | 3                | 2 | 0                    | 2                    | 0                    |                      |                      |
| 1955-1956  | Tiger Cubs de Hamilton   | AHO        | 5     | 1                | 1                | 2                | 2                | -                | - | -                    | -                    | -                    |                      |                      |
| 1956-1957  | Tiger Cubs de Hamilton   | AHO        | 52    | 17               | 42               | 59               | 20               | 4                | 3 | 1                    | 4                    | 0                    |                      |                      |
| 1957-1958  | Tiger Cubs de Hamilton   | AHO        | 52    | 34               | 56               | 90               | 37               | 4                | 2 | 5                    | 7                    | 8                    |                      |                      |
| 1957-1958  | Red Wings de Détroit     | LNH        | 1     | 0                | 1                | 1                | 0                | -                | - | -                    | -                    | -                    |                      |                      |
| 1958-1959  | Flyers d'Edmonton        | WHL        | 64    | 33               | 34               | 67               | 35               | 3                | 1 | 1                    | 2                    | 0                    |                      |                      |
| 1959-1960  | Red Wings de Détroit     | LNH        | 54    | 20               | 19               | 39               | 16               | 6                | 1 | 0                    | 1                    | 4                    |                      |                      |
| 1959-1960  | Flyers d'Edmonton        | WHL        | 16    | 8                | 12               | 20               | 6                | -                | - | -                    | -                    | -                    |                      |                      |
| 1960-1961  | Red Wings de Détroit     | LNH        | 49    | 11               | 12               | 23               | 8                | -                | - | -                    | -                    | -                    |                      |                      |
| 1960-1961  | Bruins de Boston         | LNH        | 21    | 6                | 10               | 16               | 8                | -                | - | -                    | -                    | -                    |                      |                      |
| 1961-1962  | Bruins de Boston         | LNH        | 70    | 17               | 29               | 46               | 21               | -                | - | -                    | -                    | -                    |                      |                      |
| 1962-1963  | Bruins de Boston         | LNH        | 65    | 22               | 40               | 62               | 38               | -                | - | -                    | -                    | -                    |                      |                      |
| 1963-1964  | Bruins de Boston         | LNH        | 70    | 24               | 44               | 68               | 41               | -                | - | -                    | -                    | -                    |                      |                      |
| 1964-1965  | Bruins de Boston         | LNH        | 65    | 20               | 23               | 43               | 30               | -                | - | -                    | -                    | -                    |                      |                      |
| 1965-1966  | Bruins de Boston         | LNH        | 70    | 18               | 42               | 60               | 30               | -                | - | -                    | -                    | -                    |                      |                      |
| 1966-1967  | Bruins de Boston         | LNH        | 65    | 9                | 26               | 35               | 16               | -                | - | -                    | -                    | -                    |                      |                      |
| 1967-1968  | Maple Leafs de Toronto   | LNH        | 74    | 16               | 21               | 37               | 18               | -                | - | -                    | -                    | -                    |                      |                      |
| 1968-1969  | Maple Leafs de Toronto   | LNH        | 76    | 14               | 36               | 50               | 16               | 4                | 1 | 2                    | 3                    | 0                    |                      |                      |
| 1969-1970  | Maple Leafs de Toronto   | LNH        | 76    | 14               | 33               | 47               | 16               | -                | - | -                    | -                    | -                    |                      |                      |
| 1970-1971  | North Stars du Minnesota | LNH        | 61    | 9                | 23               | 32               | 8                | 12               | 7 | 4                    | 11                   | 0                    |                      |                      |
| 1971-1972  | North Stars du Minnesota | LNH        | 77    | 27               | 29               | 56               | 16               | 7                | 0 | 6                    | 6                    | 4                    |                      |                      |
| 1972-1973  | North Stars du Minnesota | LNH        | 75    | 11               | 31               | 42               | 10               | 6                | 0 | 4                    | 4                    | 2                    |                      |                      |
| 1973-1974  | North Stars du Minnesota | LNH        | 78    | 17               | 20               | 37               | 4                | -                | - | -                    | -                    | -                    |                      |                      |
| 1974-1975  | North Stars du Minnesota | LNH        | 80    | 19               | 15               | 34               | 24               | -                | - | -                    | -                    | -                    |                      |                      |
| Totaux LNH | Totaux LNH               | Totaux LNH | 1 127 | 274              | 454              | 728              | 320              | 35               | 9 | 16                   | 25                   | 10                   |                      |                      |

## Trophées et honneurs personnels
- 1957-1958 : remporte le trophée Red-Tilson du meilleur joueur (MVP) de l'AHO.
- Participe au Match des étoiles de la LNH à cinq reprises : 1963, 1964, 1965, 1967 et 1968.